# Cephaloleia lydiae
Cephaloleia lydiae es un coleóptero de la familia Chrysomelidae.
Fue descrita científicamente en 1954 por Uhmann.